# Craugastor myllomyllon
Craugastor myllomyllon es una especie extinta de anfibio anuro de la familia Craugastoridae. Era una rana endémica de Guatemala.
Solo se ha encontrado en la sierra de Xucaneb en el departamento de Alta Verapaz, a una altitud de 875 m s. n. m. 
Su hábitat natural eran bosques húmedos premontanos. Se cree que probablemente se reproducía por desarrollo directo.
Se cree que debía ser una especie rara y los bosques de la zona donde se encontró originalmente han sido talados para el uso agrícola, por lo que se cree que esta especie está extinta.